# Jamoigne
Jamoigne [ʒamwaɲ] (en gaumais Djamogne [ʤamɔɲ]) est une section de la ville belge de Chiny située en Région wallonne dans la province de Luxembourg.
Les habitants de Jamoigne sont appelés les Jamoignards ou Djamognîs, voire Djagounia en gaumais.

## Géographie
Ce village de Gaume est traversé par la nationale 83 qui relie Arlon à Bouillon. Il est traversé au nord par la Semois, un affluent de la Meuse, qui y prend les eaux de la Vierre.

## Démographie
- Source: INS recensements population

## Histoire
C'était une commune à part entière avant la fusion des communes de 1977.
Elle est mentionnée pour la première fois en 888. Le roi Arnulf confirmait en Francfort sur le Main les propriétés du couvent Sainte-Marie d´Aix-la-Chapelle à "Gammunias" et aux 42 autres lieux (MGH DArn no. 031). 
La seigneurie de Jamoigne a été érigée en baronnie le 24 janvier 1623 au profit de Gilles de Faing, à l'origine du premier château du Faing, chevalier, seigneur de Jamoigne, Hasselt, Mackegem (Markegem?), etc., membre du conseil de guerre et conseiller de courte robe au duché de Luxembourg et comté de Chiny, souverain bailli de Flandre, gentilhomme de la bouche de l'archiduc Albert. 
Le 17 octobre 1661, la terre de Hasselt est érigée en comté au profit de Philippe-François de Faing, baron de Jamoigne, seigneur de Fourny, Hasselt, Marckegem, Joye, Pontrave, Bye, Sesbals, conseiller de courte robe du conseil de Luxembourg et comté de Chiny, député ordinaire des nobles de la dite province, prévôt et gruyer dudit comté, gouverneur de Florenville, de la très ancienne  noblesse militaire et maison sortie de celles de Walcourt et Rochefort en ligne directe et masculine. 
Lors de la Seconde Guerre mondiale, au cours de la Bataille de France, le 10 mai 1940, les alliés se portent en Belgique et Jamoigne est défendue par les Français de la 6e compagnie du 1er régiment d'infanterie coloniale et du 18e régiment de chasseurs à cheval (deux unités de la 2e division de cavalerie du général André Berniquet), lorsque le matin du 12 mai 1940 les Allemands de la 36. Infanterie-Division y tentent de franchir la Semois où ils sont repoussés par les mitrailleuses françaises. Avec l'aide de leur artillerie, les Allemands persévèrent et réussissent à traverser la rivière, et à 14 h ils occupent Jamoigne après le repli des Français.

## Patrimoine et culture

### Patrimoine architectural

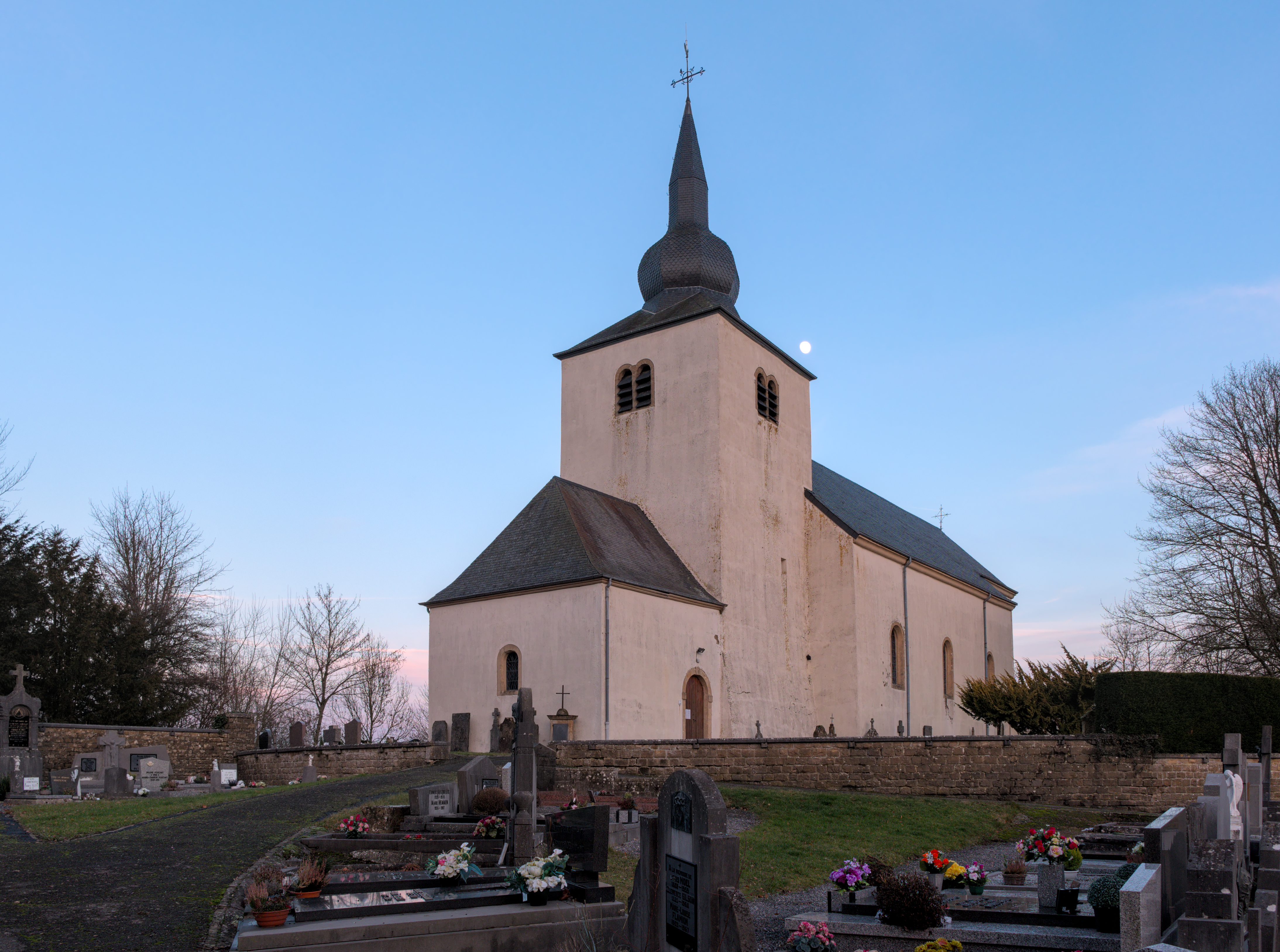
L'église Saint-Pierre de Jamoigne.

- Le château du Faing, qui abrite depuis 2012 l’administration communale de Chiny.
- L'église Saint-Pierre de Jamoigne.

## Personnalités
- Juliane Chleide, chanteuse.
- Paul Du Brux (1770-1835), né à Jamoigne, officier militaire, haut fonctionnaire pour l'Empire Russe et archéologue.
- Guy Goffette (1947-2024), né à Jamoigne, poète et romancier
- Jean-Claude Servais (1956-), dessinateur de bandes dessinées.
- Marie Taquet (1898-1989), directrice du home reine Élisabeth au château du Faing, y cache 87 enfants juifs pendant la Seconde Guerre mondiale.